# Unterpferdt
Unterpferdt ist ein Gemeindeteil der Gemeinde Konradsreuth im Landkreis Hof (Oberfranken, Bayern).

## Geografie
Der Weiler liegt an der Kreisstraße HO 7 zwischen Oberpferdt und Autengrün. Der Bach Porschnitz verläuft parallel zur Straße und speist in der Ortsmitte einen Teich. Unterpferdt ist geprägt durch die Landwirtschaft. Der Seenweg, ein Wanderweg, führt durch den Ort. 

## Geschichte
Im Landbuch von Hof von 1502 ist „Unternpferd mit sechs Mannschaft“ verzeichnet, die zu Christoph von Kotzau als markgräfliches Lehen gehörten. Nach Ernst bestand Unterpferdt 1868 aus sieben Häusern mit 10 Familien und 60 Einwohnern. Die Porschnitz trennte vier Häuser, die nach Konradsreuth gepfarrt von drei Häusern, die nach Schwarzenbach an der Saale gepfarrt waren.